# توم فورد
توماس كارليل «توم» فورد (بالإنجليزية: Tom Ford)‏ من مواليد 27 أغسطس 1961 في أوستن، تكساس، الولايات المتحدة و هو مصمم ازياء ومخرج أفلام اميركي. اكتسب شهرة دولية بسبب التحول الذي قام به في دار أزياء جوتشي وإنشاء ماركة توم فورد التجارية.

## السيرة الذاتية
ولد المصمم توم فورد في ولاية تكساس الأميركيّة سنة 1962 ودرس الهندسة الداخلية في جامعة Parsons School of Design وتخرّج سنة 1986 ليكمل دراسته بعد ذلك في عالم تصميم الأزياء وينضمّ سنة 1990 إلى دار غوتشي ويصبح المصمّم الرئيسي لهذه الدار سنة 1994 رافعاً نسبة أرباح هذه الدار بشكل هائل.
تطبع توم فورد بصمته في دار غوتشي وحوّل تصاميم هذه الدار التي كانت تتبع موضة المرأة الرجل أو ما بعرف بـ Minimalism إلى تصاميم أقرب إلى ستايل الريترو.
وفي عهد توم فورد أيضاً، أطلقت دار غوتشي خطّ الملابس الرياضيّة الرجالية والنسائية كما خطّ الفساتين الراقية والخطّ الخاصّ بالمفروشات.
سنة 2005، استقال توم فورد من منصبه في دار غوتشي وأطلق ماركته الخاصّة!